# Luigi Gorrini
Luigi Gorrini (Alseno, 12 luglio 1917 – Alseno, 8 novembre 2014) è stato un militare e aviatore italiano.
Fu uno degli ultimi grandi assi dell'aviazione della Regia Aeronautica, insignito di Medaglia d'oro al valor militare da vivo. Durante la seconda guerra mondiale gli sono stati accreditati 19 aerei abbattuti, 15 con la Regia Aeronautica e 4 con l'Aeronautica Nazionale Repubblicana (ma alcuni autori gliene attribuiscono 24), e 9 danneggiati, tra Curtiss P-40, Spitfire, P-38 Lightning, P-47 Thunderbolt e B-17 "Fortezze volanti". Le sue vittorie sono state conseguite ai comandi del biplano Fiat C.R.42 Falco e dei monoplani Macchi C.202 Folgore e Macchi C.205 Veltro.
Gorrini è stato il principale asso sui Veltro, con i quali abbatté ben 14 aerei nemici e ne danneggiò sei.

## Biografia

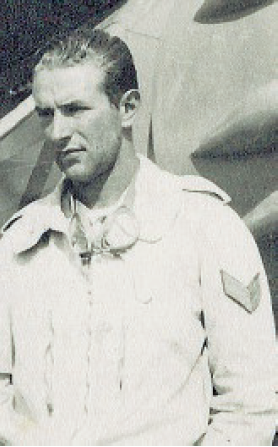
Luigi Gorrini con i gradi di sergente

Nacque ad Alseno, provincia di Piacenza, il 12 luglio del 1917. Sì arruolò nella Regia Aeronautica a 20 anni, nel 1937. Terminato il corso di pilotaggio presso la Scuola di Specializzazione di Castiglione del Lago, Gorrini fece richiesta di essere assegnato al 3º Stormo Caccia Terrestri, inquadrato nella 2ª Divisione Aerea "Borea" con sede presso l'aeroporto di Torino-Mirafiori. Il 17 giugno del 1939 ottenne il trasferimento al reparto ed integrato all'85ª Squadriglia del 18º Gruppo caccia con il grado di sergente pilota. Servì con questa unità fino all'armistizio di Cassibile, l'8 settembre 1943. Poi entrò nelle file dell'Aeronautica Nazionale Repubblicana (ANR) fin quasi al termine del conflitto.

## Nord Africa e Grecia

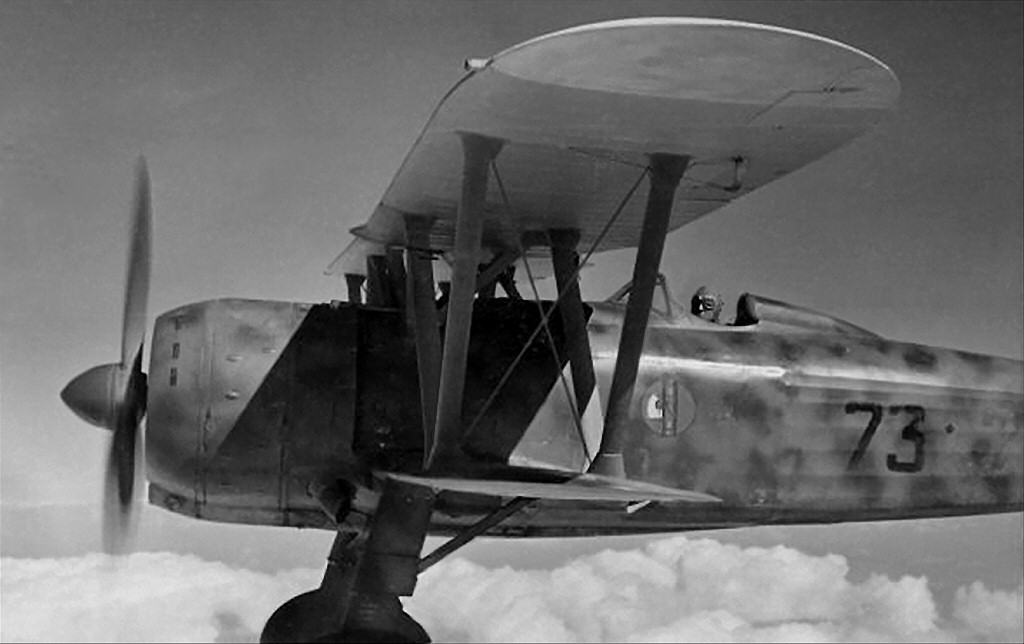
Fiat C.R.42 della Regia Aeronautica - Pilotando uno di questi agilissimi biplani della Fiat, Gorrini ottenne la sua prima vittoria aerea, abbattendo il 16 aprile 1941, nel cielo di Derna (Libia), in Cirenaica, uno dei primi Bristol Blenheim appena giunti nel teatro del Mediterraneo e danneggiandone un altro.

Al 10 giugno 1940 la sua squadriglia era all'Aeroporto di Novi Ligure/Aeroporto di Albenga ed al 22 ottobre successivo era a Maldegem nel Corpo Aereo Italiano fino al 10 gennaio 1941.
Gorrini arrivò in Africa Settentrionale Italiana nel gennaio 1941 ai comandi di un Fiat C.R.42 Falco. "Il CR 42 - ricorda il pilota di Alseno - era una macchina già superata. Un biplano di tela, senza corazze, con apparecchi radio e impianti d'ossigeno malfunzionanti. Era un gran bell'apparecchio quanto a maneggevolezza, armato da 2 mitragliatrici da 12,7, mitragliatrici efficaci, ma gli inglesi ne avevano 8, anche se di calibro 0,30". Nonostante i limiti del C.R.42, fu proprio con questo biplano che Gorrini, in Libia, ottenne la sua prima vittoria aerea, il 16 aprile 1941. Mentre era in volo di protezione nel cielo di Derna, in Cirenaica, intercettò due dei primi cacciabombardieri bimotori Bristol Beaufighter appena arrivati nel teatro del Mediterraneo, diretti verso il campo N 1 di Ftheja, base della sua 85ª Squadriglia. La pattuglia inglese era quasi fuori tiro, ma Gorrini, aprì il fuoco da 7-800 metri. Colpì la punta dell'ala destra del Beaufighter di testa, mentre serrò rapidamente la distanza grazie alla velocità accumulata con la picchiata. L'altro velivolo si allontanò con una brusca virata mentre il primo Bristol era ormai sul campo di Ftheja. Da 250 metri Gorrini lo centrò con due successive raffiche e l'aereo britannico precipitò subito a sud del campo. Gli venne, quindi, attribuito un abbattimento individuale e un "danneggiato". I colpi sparati furono 1100. 
Il 29 maggio, Gorrini, di nuovo in volo di protezione, avvistò due bombardieri Bristol Blenheim sul porto di Bengasi. Dopo una picchiata di tremila metri attaccò l'aereo di testa. Sparò una raffica da 500 metri colpendo il capo pattuglia, nonostante il fuoco difensivo dei due bimotori nemici. Il Bristol di testa, ripetutamente colpito, cadde nelle acque del porto. Si mise allora all'inseguimento dell'altro Blenheim, scaricandogli tutti i colpi che gli rimanevano, ma il bimotore inglese riuscì ad allontanarsi indenne. Rimpatriato col suo reparto, il 29 agosto era a Caselle Torinese per iniziare l'addestramento sui nuovi caccia monoplani, il Fiat G.50 Freccia e l'Macchi C.200 Saetta. Per continuare l'addestramento, Gorrini e il suo 18º Gruppo si trasferirono prima a Mirafiori e successivamente su Ciampino Sud, dove l'addestramento sui nuovi caccia si concluse il 10 dicembre, quando la sua unità, equipaggiata con i Macchi C.200, volò prima all'Aeroporto di Lecce-Galatina e poi alla nuova base di Araxos vicino a Larissos, in Grecia. Durante l'inverno 1941-42, Gorrini compì voli di scorta a convogli tra l'Italia e la Grecia. Il 17 dicembre, nella zona aerea attorno al porto di Argostoli, a Cefalonia, intercettò due Bristol Blenheim completamente dipinti di nero. Attaccò quello di testa colpendolo ripetutamente e poi mitragliò l'altro. I due Blenheim, si separarono scomparendo tra le nuvole e a Gorrini venne accreditato un aereo probabilmente abbattuto e il danneggiamento del secondo. Gorrini non ebbe altre occasioni di scontro con velivoli alleati e rimpatriò con il 18°, il 25 aprile 1942.
Tornati in Italia, Gorrini e gli altri piloti del 18° vennero addestrati a pilotare il C.200 nella configurazione di cacciabombardiere. L'addestramento durò fino a metà luglio, quando la sua unità volò in Nord Africa per raggiungere l'altro Gruppo del 3º Stormo, il 23º Gruppo, sull'aeroporto avanzato di Abu Haggag (od Aeroporto militare di Sidi Haneish a 376 km ad ovest-nord-ovest dal Cairo). Da quella base avanzata, Gorrini svolse missioni di scorta per naviglio dell'Asse e attacchi al suolo, con le nuove bombe "Mazzolino". Quando, in ottobre, il 4º Stormo Caccia Terrestre, ormai logoro, venne arretrato, consegnò i suoi Macchi M.C.202 Folgore al 3º Stormo. Così, dal 20 di quel mese, il 18º Gruppo poté riprendere i compiti di reparto da caccia.
"Finalmente, con il Macchi 202 avevamo un aeroplano competitivo. Certo che quando ci gettarono, durante l'offensiva, addosso nugoli di P-40 e di Spitfire, anche questa macchina non poteva fare molto. Lo Spit era un osso molto duro... aveva un mucchio di mitragliatrici, più due cannoncini da 20 mm ed era inoltre più veloce. Il 202 gli era decisamente inferiore in velocità ed armamento".
Il 2 gennaio 1943, l'intero 3º Stormo, equipaggiato con i Macchi C.202 ceduti dal 4º Stormo, decollò per affrontare due formazioni di Douglas DB-7 Boston e B-25 Mitchell, scortati da Spitfire e P-40. Nella battaglia aerea che ne conseguì, Gorrini abbatté un Curtiss P-40E Kittyhawk della R.A.F., che precipitò ad Ovest di Sirte. Subito dopo attaccò e danneggiò uno Spitfire che inseguiva un altro Macchi. Gorrini sparò in totale 880 colpi, ma anche il suo aereo fu colpito: c'erano 12 buchi sulla sua fusoliera.

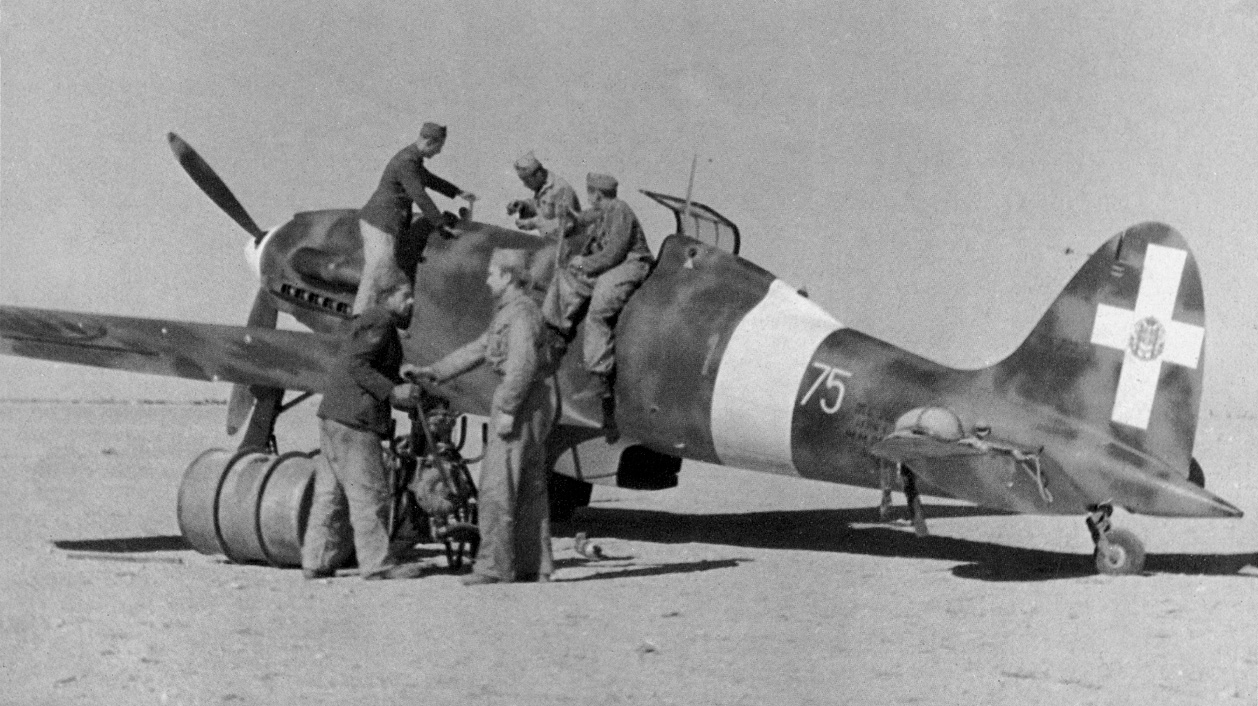
Rifornimento di un caccia Macchi C.202 su una pista in Africa settentrionale - Ai comandi di questo agilissimo caccia, Gorrini ottenne ripetute vittorie aeree in Libia.

Nove giorni dopo, mentre era di scorta, con altri piloti del 3º Stormo, a C.200 caccia-bombardieri in azione su aeroporti britannici nella zona dello Uadi Tamet, abbatté uno degli Spitfire della squadriglia dell'asso britannico Flying Officer Neville Duke del 92° Squadron e ne danneggiò un altro. 
Durante la ritirata delle forze dell'Asse, sempre più spesso il 3º Stormo veniva chiamato a missioni di scorta e di attacco a terra. Nella mattina del 26 febbraio, Gorrini decollò per scortare una formazione di Junkers Ju 87 Stuka diretti ad attaccare forze armate alleate nella zona di Ksar-Ghilane e, successivamente, per mitragliare truppe nemiche a terra. Nel pomeriggio, con il tenente Melis ed altri due piloti della sua squadriglia, intercettò quattro aerei alleati su Kébili, in Tunisia. Nel combattimento che ne seguì, Gorrini rivendicò l'abbattimento di un Hawker Hurricane Mk.IID, armato di cannoni Vickers da 40 mm.

## La difesa di Roma
All'inizio del 1943, Gorrini è uno dei piloti incaricati di trasferire i caccia francesi preda di guerra Dewoitine D.520 in Italia, destinati alla difesa della madre patria. "Trasferii diverse dozzine di Dewoitine D. 520 da vari aeroporti francesi e dalla fabbrica di Tolosa", ricordava Gorrini. "A quel tempo, quando volavamo ancora con il Macchi C.200, era una buona macchina, anche se non eccezionale. Paragonata al "Saetta" era superiore solo in un punto: il suo armamento con il cannone da 20 millimetri Hispano-Suiza HS 404." Gorrini, che dal febbraio 1943 aveva ottenuto quattro vittorie confermate e una non confermata, ottiene, all'inizio dell'estate, uno dei tre Macchi C.205V
"Veltro" assegnati al 3º Stormo (gli altri due sono affidati all'asso Franco Bordoni Bisleri e al maresciallo Guido Fibbia), rivela le sue non comuni doti di pilota da caccia durante la difesa di Roma.
La sua serie di vittorie aeree ha inizio il 19 luglio del 1943, giorno del primo bombardamento nella storia di Roma. Gorrini, quel giorno, entra in azione con altri 37 colleghi piloti del 3º Stormo contro i 930 bombardieri e caccia di scorta dell'US Air Force impegnati nell'Operazione Crosspoint. Decolla da Cerveteri con la sua 85ª squadriglia, su un Macchi C. 202. Al largo di Ostia, attacca la prima formazione di B-17 Flying Fortress. "L'ho visto cadere, non saprei l'ora precisa perché il combattimento era roba di minuti, ho fatto tre o quattro attacchi contro questo quadrimotore, ho provato a sparargli anche davanti, a tre quarti, e un bel momento l'ho visto andar giù… È caduto nella zona tra Sezze e Littoria." Secondo altre fonti, il 19 luglio, abbatte, nel corso di una sola missione, un bombardiere quadrimotore Consolidated B-24 Liberator ed un caccia bimotore Lockheed P-38 Lightning (un altro P-38 danneggiato).
L'indomani si ripete: "In un altro combattimento, il giorno dopo, martedì 20, un altro è caduto sull'aeroporto di Nettuno… Era un B-17, aveva ancora il carico di bombe. Io gli ho tagliato un'ala dopo due passaggi, però stavolta avevo il M.C. 205, e ho visto un bel momento la sua ala destra staccarsi dalla fusoliera e i motori che giravano e l'ala che andava via e così è andato in vite." Subito dopo veniva attaccato da un P-38 di scorta: "Ho scartato, lui mi è passato davanti al muso… e con tutte le armi, mitragliere e cannoncini da 20, gli ho piantato un rafficone. È scoppiato…"

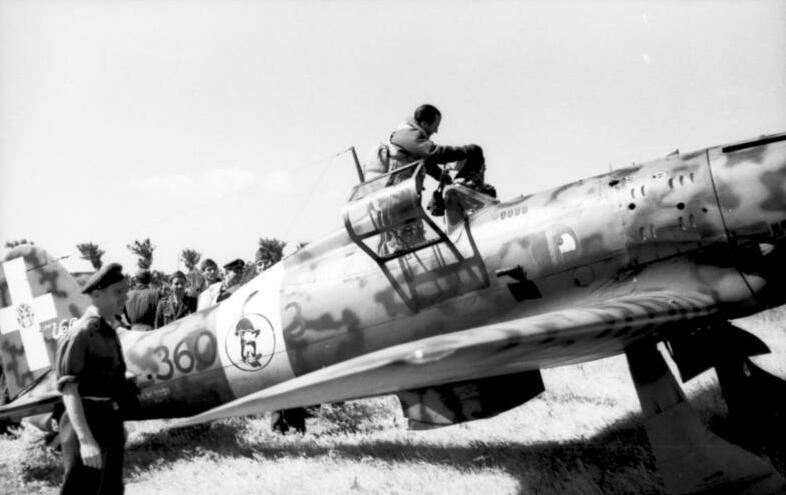
Un Macchi C.205V della Regia Aeronautica, 1943. Gorrini è il pilota con il maggior numero di vittorie aeree ai comandi del "Veltro". Pilotando l'ultimo e il più avanzato caccia ad elica della ditta di Lonate Pozzolo, egli abbatté 14 aerei nemici e ne danneggiò altri sei.

La caduta del governo fascista non ha decisivi effetti sul morale della Regia Aeronautica. "Dopo il 25 luglio, a dispetto dell'arresto di Benito Mussolini, il morale della mia unità restava alto e la mia personale disponibilità all'azione era totale. Nonostante i rovesci subiti in quel periodo, il nostro Stormo era l'unico ancora pienamente operativo per il combattimento. La mia sezione era stata destinata alla difesa di Roma. La maggior parte degli uomini della Regia Aeronautica non era interessata alla politica o ai partiti. Essi erano innamorati del volo e determinati a difendere la terra natale e dare la loro vita, se necessario, nel tentativo di arrestare il bombardamento delle città italiane.", 

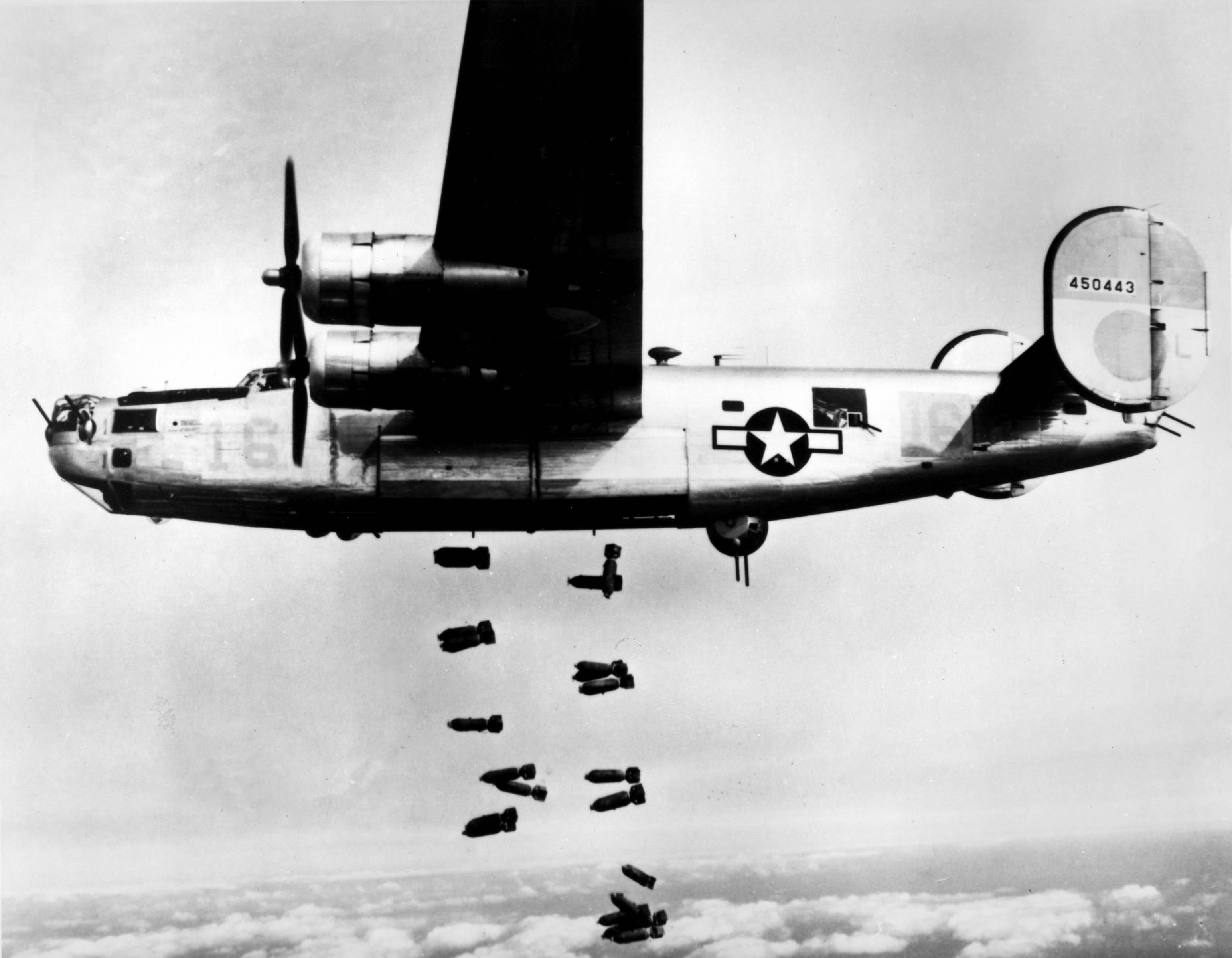
B-24 Liberator - Gorrini abbatté diversi di questi quadrimotori USA durante la Difesa di Roma

Il 13 agosto, Roma subisce il secondo dei due più pesanti bombardamenti della sua storia. Gorrini e i pochi altri piloti della 83ª Squadriglia e 85ª squadriglia posti a difesa della "città santa" si levano in volo dalle "strisce" di Palidoro, per intercettare i 409 - tra bombardieri e caccia di scorta - velivoli della Dodicesima Air Force.
A 20 chilometri al traverso di Anzio, a 7 000 metri, intercetta la prima formazione di B-17 con i P-38 di scorta. Gorrini, su un Macchi C.205, attacca uno dei quadrimotori rimasto defilato rispetto agli altri. Dopo diversi attacchi, il B-17 precipita: "Andò a cadere in mare tra Nettuno e Littoria, ma non potei seguirne la caduta perché mi attaccavano dall'alto i Lightning." Gorrini riesce a disimpegnarsi, ma durante la sua seconda sortita contro la terza ondata di bombardieri, viene attaccato dai caccia di scorta ed è costretto a lanciarsi da 2 000 metri sulla zona Littoria-Sezze, dove atterra incolume. 
Secondo altre fonti, sempre il 13 agosto, al largo di Ostia, fa precipitare un altro B-24, ma viene colpito dai mitraglieri del bombardiere e deve lanciarsi con il paracadute su Sezze. Il 26 agosto abbatte un Supermarine Spitfire e, il giorno dopo, sotto i colpi dei cannoncini da 20 millimetri del suo Macchi C.205, cadono due B-24 che attaccavano Cerveteri. Uno dei cannoncini Mauser, surriscaldato, esplode danneggiandogli un'ala ma, nonostante esaurisca il carburante, sul fiume Volturno, riesce a pilotare il suo caccia come un aliante, fino alla base tedesca dell'Aeroporto di Pratica di Mare. Tre giorni dopo, il 29 agosto, nel cielo di Terni abbatte due P-38 e ne danneggia altri due. Il giorno seguente distrugge un altro quadrimotore B-17 e viene citato nel bollettino di guerra.
Il 31 agosto, ultimo combattimento sotto le insegne della Regia Aeronautica. Decollato dall'aeroporto di Palidoro con la sua 85ª squadriglia, si scontra a 8 500 metri, nel cielo di Napoli, con i Supermarine Spitfire di scorta a uno stormo di bombardieri U.S.A. Abbatte un Supermarine Spitfire (altri tre caccia britannici vengono dichiarati abbattuti dalla sua squadriglia) e danneggia un altro P-38 ma il suo aereo viene colpito e deve compiere un atterraggio di fortuna. Seriamente ferito, viene ricoverato in ospedale, dove lo sorprende l'8 settembre, quando la sua Squadriglia era all'Aeroporto di Furbara Cerveteri.

## La Repubblica Sociale
Alla data dell'armistizio di Cassibile, Gorrini aveva sostenuto 132 combattimenti, conseguito 15 abbattimenti sicuri e 9 probabili, era stato ferito due volte, era stato citato più volte sul bollettino di guerra ed era stato proposto 6 volte per decorazioni, ottenendone 2.
Gorrini, come altri 6 996 volontari, risponde all'appello del tenente colonnello Ernesto Botto e raggiunge il Nord Italia per continuare a combattere contro gli alleati.
(Luigi Gorrini)
Il 23 dicembre 1943 si arruola nell'Aeronautica Nazionale Repubblicana, nel 1º Gruppo caccia "Asso di bastoni". Il 30 gennaio di quel mese, nel cielo di Grado, ai comandi di un 205 abbatte un P-47 "Thunderbolt" del 325° Fighter Group di scorta a bombardieri americani della 15ª Air Force. La mattina seguente intercetta e fa precipitare nella laguna di Comacchio un P-38 da ricognizione basato all'Aeroporto di Bari-Palese. L'11 marzo abbatte ancora un quadrimotore B-17. Il 6 aprile, a nord di Zara, Gorrini fa precipitare il suo secondo P-47 - appartenente al "Checkertail clan" - ma viene a sua volta abbattuto da un Thunderbolt, riuscendo a salvarsi con il paracadute. Gorrini ottiene la sua ultima vittoria due mesi dopo, il 24 maggio 1944. Quel giorno decolla con il tenente Vittorio Satta, sempre su M.C.205, per intercettare, sul quadrante di Parma-Fidenza, una formazione di B-24 diretti a sud. Nel cielo di Colorno, i due piloti dell'A.N.R. attaccano i due bombardieri americani di coda. Gorrini colpisce in pieno, al primo passaggio, il "suo" Liberator, i cui motori si incendiano e il cui carrello si abbassa per i danneggiamenti subiti, ma Satta viene attaccato da due P-47 che lo abbattono prima che Gorrini possa intervenire. 
Ed è sempre proprio uno di questi caccia pesanti a colpirlo e ferirlo gravemente, il 15 giugno 1944. "Il mio ultimo combattimento fu quando venni abbattuto - ricorda ancora nell'intervista ad Andrea Benzi - era la V volta, a Reggio Emilia, con il 205. Ho sempre avuto nella RSI a disposizione il 205, qualche volta il Fiat G.55 Centauro. Ci diedero l'allarme molto in ritardo e partimmo, ma non riuscimmo a fare quota a sufficienza e ci piombarono addosso: mi hanno abbattuto a Fogliano. Ho aperto il paracadute, ma nella caduta a terra ho battuto violentemente la schiena (mi fa ancora male) e persi conoscenza: intorno ci avevo i contadini con il forcone che forse mi credevano un inglese o un americano. Arrivò il maggiore Visconti a prendermi e con la sua auto mi portò dal nostro medico, il quale mi visitò e mi fece ricoverare all'ospedale a Reggio. Il medico a Reggio mi fece avere una licenza: ero ridotto male, vicino ad un esaurimento nervoso, e me ne andai a casa. Quando tornai stava tutto per finire." Gorrini non volerà più, durante la guerra. La sua carriera di pilota da caccia finisce qui.

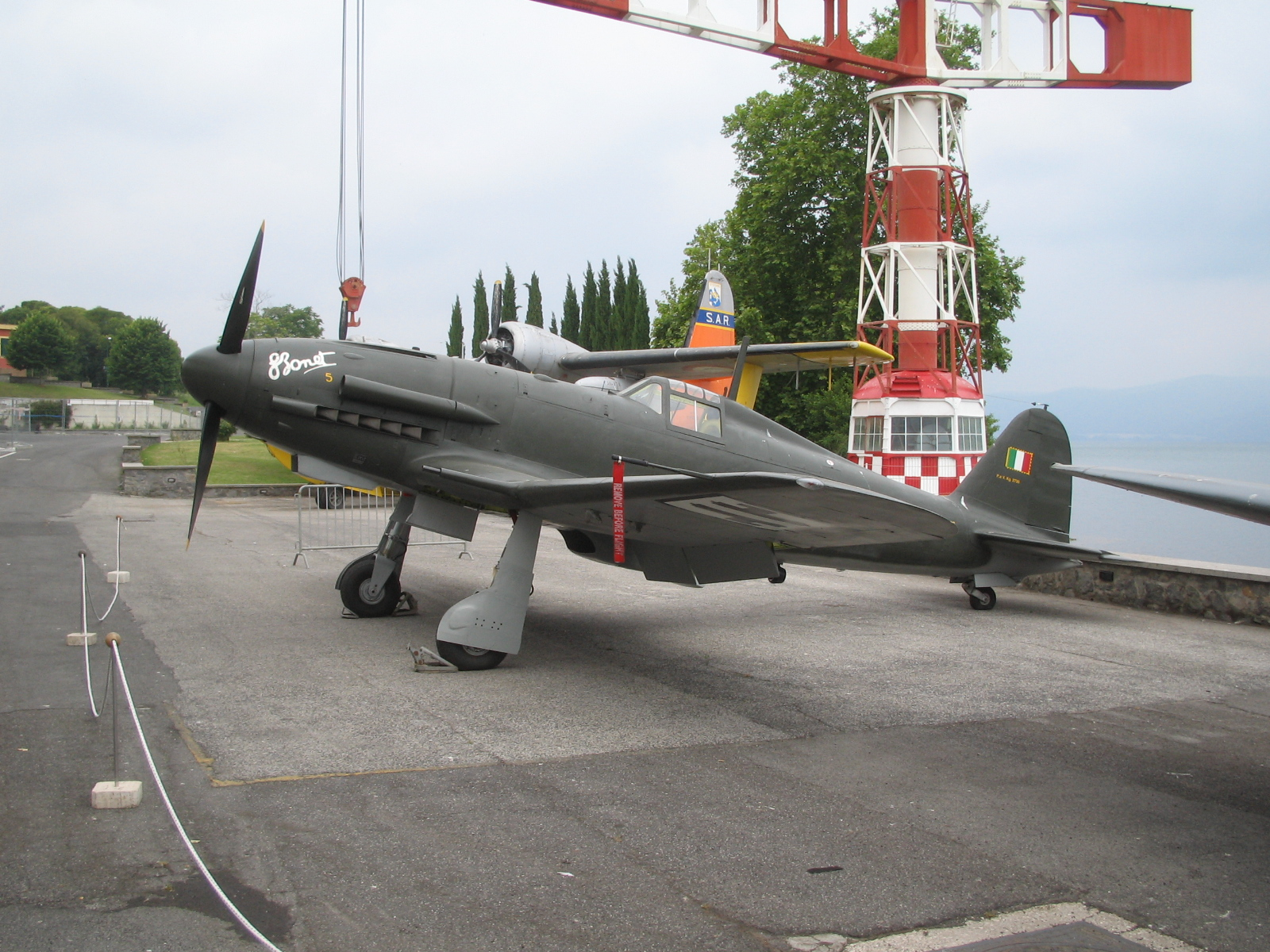
Un Fiat G.55 con la livrea ANR nel Museo storico dell'Aeronautica Militare di Vigna di Valle. Gorrini, durante il suo servizio con l'ANR, pilotò anche questo eccellente caccia da superiorità aerea

Egli stesso sintetizzò la sua carriera così: "212 combattimenti, 24 vittorie aeree individuali, 5 lanci con il paracadute."
Nel corso del conflitto gli sono state assegnate due Medaglie di Bronzo al Valor Militare e la Croce di Ferro tedesca di prima e seconda classe. Nel 1958 gli viene assegnata la Medaglia d'oro al valor militare, unico pilota dell'ANR ad aver ricevuto la più alta onorificenza delle forze armate italiane. Nonostante l'iniziale opposizione del Comando Alleato, riuscì a entrare nei ranghi della neonata Aeronautica Militare. La sua ultima unità fu il 50º Stormo, ma per la nomina ad ufficiale dovette attendere il pensionamento, nel 1979.
Come avviene per ogni pilota, alcuni degli abbattimenti di Gorrini, sia pure suffragati da testimonianze, non sono confermati dai registri delle forze aeree coinvolte. Come è noto, inoltre, tutti gli abbattimenti dei piloti italiani sono ufficiosi, in quanto la Regia Aeronautica - a differenza delle forze aeree alleate e tedesca - non teneva registri ufficiali delle vittorie dei propri piloti, preferendo attribuire gli abbattimenti all'intero gruppo.
Nel 2011 è stato realizzato un film documentario sull'esperienza bellica di Gorrini, dal titolo Il cacciatore del cielo diretto da Claudio Costa.
Ha vissuto nel paese natale fino alla morte, avvenuta nel 2014 all'età di 97 anni.